# Bauler (Landkreis Ahrweiler)
Bauler település Németországban, Rajna-vidék-Pfalz tartományban. Lakosainak száma 50 fő (2023. december 31.).

## Népesség
A település népességének változása:
| Lakosok száma | 78   | 65   | 64   | 50   | 53   | 50   |
|               | 1975 | 2017 | 2019 | 2021 | 2022 | 2023 |